# Deutscher Aikido-Bund
Der Deutsche Aikido-Bund e. V. (DAB) ist ein Verband, in dem 170 Aikido-Vereine aus Deutschland organisiert sind. Es handelt sich um einen gemeinnützigen Verein mit Sitz in Bad Bramstedt. Der DAB wurde dort am 10. April 1977 auf Initiative von Rolf Brand und Erhard Altenbrandt gegründet, die seit dem Jahr 1966 die Sektion Aikido des Deutschen Judo-Bundes aufgebaut und geleitet hatten. Viele Aikidoka aus der Sektion Aikido wechselten in den neuen Verband, so dass der Deutsche Aikido-Bund zu einem der mitgliederstärksten Aikido-Verbände in Deutschland wurde.
Seine alleinige Anerkennung durch den Deutschen Sportbund und damit verbundener Mittelvergabe hatte sich der Deutsche Aikido-Bund vor Gericht erklagt. Dies führte zu Spannungen mit anderen Aikidoverbänden. Nach internen Meinungsverschiedenheiten gründete Rolf Brand, der in den Jahren 1977 bis 1999 Vorsitzender des Deutschen Aikido-Bundes gewesen war, im Jahr 2002 die Aikido-Union Deutschland. Der Deutsche Aikido-Bund besteht mit neuer Verbandsleitung fort.